# 専修学校高等課程
専修学校高等課程（せんしゅうがっこうこうとうかてい、英：specialized training college, upper secondary course）とは、専修学校において職業教育を実施する後期中等教育の課程である。UNESCOの国際標準教育分類 (ISCED 1997) によれば、ISCED-3Cレベルに分類される。専修学校は学校教育法第1条に掲げる学校以外で同法124条の規定を満たす日本の教育施設であり、この課程を設置する専修学校は高等専修学校（こうとうせんしゅうがっこう）と称することができる。
|                  | 校種および課程         | 法定の独占呼称 | 設置者種別 |
| ---------------- | ---------------------- | -------------- | ---------- |
| 学校教育法規定内 | 専門課程を置く専修学校 | 専門学校       | 国公私立   |
| 学校教育法規定内 | 高等課程を置く専修学校 | 高等専修学校   | 国公私立   |
| 学校教育法規定内 | すべての専修学校       | 専修学校       | 国公私立   |
| 学校教育法規定内 | 各種学校               | なし           | 国公私立   |
| 学校教育法規定外 | 無認可校               | なし           | 法定外     |

## 概要
後期中等教育の課程であることから、中学校卒業程度以上を入学資格とする。
修業年限は1年以上で、それぞれの学科で定められている。3年以上の課程を修了した者は専門課程（専修学校#課程）に進学することができるほか、文部科学大臣が指定した高等課程を修了した者は大学入学資格が得られる。さらに、技能連携による通信制高校との併修により高校卒業資格を修了時に得られる学校も多い。
専修学校高等課程としては以下に大別される。
- 「高等専修学校」として、専門課程を置かずに高等課程のみを設置するもの
- 「〇〇専門学校 高等課程」の名称で、専門課程に併設されているもの

また、美容師養成施設や理容師養成施設、調理師養成施設、電気工事士養成施設、または准看護師学校養成所など、いわゆる養成施設に設置されているものも存在する。

## 大学への進学
日本の大学へ入学するには、原則的に高等学校卒業もしくはそれと同等の教育を受けていることが求められる。専修学校の高等課程のうち、文部科学大臣が指定した課程をそれぞれ特定の日以降に修了した者は、高等学校を卒業した者と同様に大学入学資格が得られる。専修学校の高等課程が、文部科学大臣による指定を受けるための要件はおおよそ以下の通りである。
- （基準）修業年限が3年以上
- （基準）課程修了に必要な総授業時数が2,590単位時間（単位制・通信制の学科の場合74単位）以上
- （留意事項）専修学校設置基準を満たしつつ、基本的な普通教育に配慮した教育課程であること。
- （留意事項）卒業に必要な普通科目（高等学校学習指導要領の国語・地理歴史・公民・数学・理科・英語に即した内容の科目）の総授業時間数が420時間（12単位）以上であること。このうち105時間（3単位）までは、教養科目（芸術、保健・体育、家庭、礼儀・作法など、一般的な教養の向上や心身の発達を図るための科目）で代替できる。
- （留意事項）上記普通科目を担当する教員のうち相当数が、高等学校の普通免許状を有していることが望ましい。

また定時制・通信制の高等学校に在籍しながら、その教科履修の一部として技能教育施設による教育を受けることができる技能連携制度を利用することで、高等学校卒業と専修学校高等課程修了の両方を満たすことができ、この場合も高等学校の卒業者として大学入学資格が得られる。専修学校の高等課程が、技能教育施設として都道府県の教育委員会による指定を受けるための要件はおおよそ以下の通りである。
- 修業年限が1年以上
- 年間の指導時間数が680時間以上
- 技能教育（実習以外）を担当する者のうち半数以上が、担当する技能教育に関する高等学校教諭の免許状を有する（またはこれと同等以上の学力を有する）。
- 実習を担任する者のうち半数以上が、担任する実習に関する高等学校教諭の免許状を有する（またはこれと同等以上の学力を有する）、もしくは担任する実習に関連のある6年以上の実地経験を有し技術優秀と認められる。
- 技能教育の内容に高等学校の職業に関する教科に相当するものが含まれており、それに必要な施設・設備を有する。
- 技能教育を受ける者の数が、技能教育を担当する者の数の20倍以内
- 科目ごとに同時に技能教育を受ける者が10名以上

## 統計
高等課程を置く専修学校は397校に504学科があり、生徒は合計34,077名である（2021年5月現在） 。
国立障害者リハビリテーションセンター自立支援局には国立施設としては唯一の専修学校高等課程（あん摩マッサージ指圧、はり、きゆう科、5年制）が設置されており、あん摩マッサージ指圧師、はり師及びきゅう師の養成を実施している。
また公立施設としては以下の4校に高等課程5学科が設置されている。
- 秋田公立美術大学附属高等学院（工芸美術科・デザイン科、3年制）
- 石川県立総合看護専門学校（准看護学科、2年制）
- 豊橋市立家政高等専修学校（家政科、3年制）
- 徳島県立総合看護学校（准看護学科、2年制）

それ以外の390校496学科は全て私立であり、設置者は学校法人（107学科）、準学校法人（258学科）、社団法人（91学科）が多く、個人によるものも16学科ある。
| 分野               | 分類                 | 学科数 | 計  |
| ------------------ | -------------------- | ------ | --- |
| 工業関係           | 測量                 | －     | 31  |
| 工業関係           | 土木・建築           | 2      | 31  |
| 工業関係           | 電気・電子           | 2      | 31  |
| 工業関係           | 無線・通信           | 2      | 31  |
| 工業関係           | 自動車整備           | 6      | 31  |
| 工業関係           | 機械                 | 2      | 31  |
| 工業関係           | 電子計算機           | －     | 31  |
| 工業関係           | 情報処理             | 9      | 31  |
| 工業関係           | その他               | 8      | 31  |
| 農業関係           | 農業                 | －     | 1   |
| 農業関係           | 園芸                 | 1      | 1   |
| 農業関係           | その他               | －     | 1   |
| 医療関係           | 看護                 | 2      | 104 |
| 医療関係           | 准看護               | 99     | 104 |
| 医療関係           | 歯科衛生             | －     | 104 |
| 医療関係           | 歯科技工             | －     | 104 |
| 医療関係           | 臨床検査             | －     | 104 |
| 医療関係           | 診療放射線           | －     | 104 |
| 医療関係           | はり・きゅう・あんま | 3      | 104 |
| 医療関係           | 柔道整復             | －     | 104 |
| 医療関係           | 理学・作業療法       | －     | 104 |
| 医療関係           | その他               | －     | 104 |
| 衛生関係           | 栄養                 | －     | 173 |
| 衛生関係           | 調理                 | 64     | 173 |
| 衛生関係           | 理容                 | 27     | 173 |
| 衛生関係           | 美容                 | 64     | 173 |
| 衛生関係           | 製菓・製パン         | 17     | 173 |
| 衛生関係           | その他               | 1      | 173 |
| 教育・社会福祉関係 | 保育士養成           | 2      | 12  |
| 教育・社会福祉関係 | 教員養成             | －     | 12  |
| 教育・社会福祉関係 | 介護福祉             | 4      | 12  |
| 教育・社会福祉関係 | 社会福祉             | 5      | 12  |
| 教育・社会福祉関係 | その他               | 1      | 12  |
| 商業実務関係       | 商業                 | 35     | 67  |
| 商業実務関係       | 経理・簿記           | 3      | 67  |
| 商業実務関係       | タイピスト           | －     | 67  |
| 商業実務関係       | 秘書                 | －     | 67  |
| 商業実務関係       | 経営                 | 2      | 67  |
| 商業実務関係       | 旅行                 | －     | 67  |
| 商業実務関係       | 情報                 | 17     | 67  |
| 商業実務関係       | ビジネス             | 5      | 67  |
| 商業実務関係       | その他               | 5      | 67  |
| 服飾・家政関係     | 家政                 | 11     | 55  |
| 服飾・家政関係     | 家庭                 | 2      | 55  |
| 服飾・家政関係     | 和洋裁               | 35     | 55  |
| 服飾・家政関係     | 料理                 | －     | 55  |
| 服飾・家政関係     | 編物・手芸           | －     | 55  |
| 服飾・家政関係     | ファッションビジネス | 6      | 55  |
| 服飾・家政関係     | その他               | 1      | 55  |
| 文化・教養関係     | 音楽                 | 14     | 61  |
| 文化・教養関係     | 美術                 | 4      | 61  |
| 文化・教養関係     | デザイン             | 7      | 61  |
| 文化・教養関係     | 茶華道               | －     | 61  |
| 文化・教養関係     | 外国語               | 2      | 61  |
| 文化・教養関係     | 演劇・映画           | 1      | 61  |
| 文化・教養関係     | 写真                 | －     | 61  |
| 文化・教養関係     | 通訳・ガイド         | －     | 61  |
| 文化・教養関係     | 受験・補修           | －     | 61  |
| 文化・教養関係     | 動物                 | 1      | 61  |
| 文化・教養関係     | 法律行政             | 1      | 61  |
| 文化・教養関係     | スポーツ             | 1      | 61  |
| 文化・教養関係     | その他               | 30     | 61  |
| 計                 | 計                   | 計     | 504 |

## 高等課程のある専修学校

### 北海道・東北

#### 北海道
○この項の出典：https://www.pref.hokkaido.lg.jp/fs/6/2/9/0/5/7/8/_/専修学校.pdf (PDF)  （2022年4月1日現在）
- 光塩学園調理製菓専門学校
- 札幌科学技術専門学校
- 札幌ミュージック＆ダンス専門学校
- 専修学校クラーク高等学院札幌大通校
- 釧路理容美容専門学校
- 北見商科高等専修学校
- 苫小牧高等商業学校
- 遠軽服装専門学校
- 釧路商科専門学校
- 旭川理容美容専門学校
- 小樽市医師会看護高等専修学校
- 旭川市医師会看護専門学校
- 岩見沢市医師会附属看護高等専修学校
- 釧路服飾専門学校（休校中）
- 帯広文化専門学校（休校中）
- 帯広テクニカ専門学校（休校中）

#### 青森県
○この項の出典：https://www.pref.aomori.lg.jp/soshiki/soumu/gakuji/files/R4_sen.pdf (PDF) (2021年5月1日現在）
- サンモードスクールオブデザイン
- 弘前市医師会看護専門学校

#### 岩手県
○この項の出典：https://www.pref.iwate.jp/_res/projects/default_project/_page_/001/006/748/20220929-05.pdf (PDF)  （2021年5月1日現在）
- 星北高等学園
- 一関市医師会附属一関准看護高等専修学校
- 岩手理容美容専門学校
- 東北ヘアーモード学院

#### 宮城県
○この項の出典：https://www.pref.miyagi.jp/documents/6697/shigaku-meibo_r4.pdf (PDF)  （2022年5月1日現在）
- 専門学校赤門自動車整備大学校
- 東北芸術高等専修学校
- 佐沼ファッション専門学校
- 気仙沼リアス調理製菓専門学校
- 塩釜洋和裁専門学校（休校中）

#### 秋田県
公立
○この項の出典：https://www.mext.go.jp/a_menu/shougai/senshuu/20210608-mxt_kouhou02-2.pdf (PDF) （2022年5月1日現在）
- 秋田公立美術大学附属高等学院

私立
○この項の出典：https://www.pref.akita.lg.jp/uploads/public/archive_0000001465_00/%E5%B0%82%E4%BF%AE%E5%AD%A6%E6%A0%A1%E5%90%8D%E7%B0%BF.xlsx  (Microsoft Excelの.xls)（2022年5月現在）
- 高等専修学校秋田クラーク高等学院

#### 山形県
○この項の出典：https://www.pref.yamagata.jp/documents/1101/0408meibo.pdf (PDF) （2022年8月）
- 白鷹高等専修学校

#### 福島県
○この項の出典：https://www.pref.fukushima.lg.jp/uploaded/attachment/484253.pdf (PDF) （2022年5月1日現在）
- 有朋高等学院
- 今泉女子専門学校
- 郡山学院高等専修学校
- FSG高等部（国際アート&デザイン大学校の高等課程）
- 福島県理工専門学校
- 磐城高等芸術商科総合学園
- 磐城学芸専門学校
- 会津美容高等専修学校
- iwakiヘアメイクアカデミー
- 郡山看護専門学校
- 会津若松医師会附属会津准看護高等専修学校
- 白河医師会白河准看護学院
- 会津若松医師会附属会津准看護高等専修学校
- 喜多方准看護高等専修学校
- 須賀川専門学校（休校中？）

### 関東

#### 東京都
○この項の出典：
https://www.seikatubunka.metro.tokyo.lg.jp/shigaku/ninka/files/0000000074/01sensyugakko_ichiran_R404.pdf (PDF) （2022年4月13日現在）
- 東放学園高等専修学校
- 江東服飾高等専修学校
- すず学園高等専修学校（旧：大森家政専門学校）
- 山野美容専門学校
- 専門学校東京CPA会計学院
- 野田鎌田学園杉並高等専修学校
- 国際共立学園高等専修学校
- 東京スクールオブミュージック＆ダンス専門学校
- 東京表現高等学院MIICA
- 東京マスダ学院文化服装専門学校
- 大竹高等専修学校
- 国際製菓専門学校
- 二葉ファッションアカデミー
- 武蔵野学芸専門学校
- 武蔵野東高等専修学校
- 町田調理師専門学校
- 町田美容専門学校
- 日本芸術高等学園
- 芸術工芸高等専修学校
- 東京多摩調理製菓専門学校
- 下谷医師会立看護高等専修学校
- 世田谷区医師会立看護高等専修学校
- 世田谷中央看護高等専修学校
- 板橋区医師会立看護高等専修学校
- 葛飾区医師会附属看護専門学校
- 一般社団法人東京精神科病院協会府中看護高等専修学校
- 東京文化美容専門学校
- 東京理容専修学校
- 東京製菓学校
- 東京調理製菓専門学校
- 華調理製菓専門学校
- 武蔵野調理師専門学校
- 東京フード製菓中医薬専門学校
- 東京マスダ学院調理師専門学校
- 西東京調理師専門学校

#### 神奈川県
○この項の出典：神奈川県私立学校名簿  (Microsoft Excelの.xls)（2022年5月18日現在）
- アイム湘南理容美容専門学校
- 厚木総合専門学校
- 岩谷学園高等専修学校
- 国際フード製菓専門学校
- 専門学校国際新堀芸術学院（母体は新堀ギター音楽院）
- 生蘭高等専修学校
- 野田鎌田学園横浜高等専修学校
- 大和商業高等専修学校
- ヨコスカ調理製菓専門学校
- 横浜芸術高等専修学校
- 横浜調理師専門学校
- 横浜デザイン学院
- 相模原調理師専門学校

#### 千葉県
○この項の出典：https://www.pref.chiba.lg.jp/gakuji/shiritsutou/shiritsugakkou/senshuu-meibo.html（2021年9月1日現在）
- 千葉調理師専門学校
- 千葉モードビジネス専門学校
- 中央自動車大学校
- 野田鎌田学園高等専修学校
- パリ総合美容専門学校千葉校
- 木更津看護学院
- 市原看護専門学校

#### 埼玉県
○この項の出典：https://www.pref.saitama.lg.jp/documents/24404/040401sensyuu3.xls  (Microsoft Excelの.xls)（2022年4月1日現在）
- 浦和美術専門学校・高等専修学校
- 大川学園高等専修学校
- グルノーブル美容専門学校
- コロンビアインターナショナルスクール
- 専門学校浜西ファッションアカデミー
- 大橋医療高等専修学校
- 川越市医師会川越看護専門学校
- 熊谷市医師会看護専門学校
- 飯能看護専門学校

#### 栃木県
○この項の出典：https://www.pref.tochigi.lg.jp/b05/education/gakkoukyouiku/ichiran/documents/5sensyu.pdf (PDF) （2022年4月1日現在）
- 国際TBC高等専修学校
- 国際TBC調理・パティシエ専門学校
- 栃木県美容専門学校
- 宇都宮市医療保健事業団附属宇都宮准看護高等専修学校

#### 茨城県
○この項の出典：
- 盈科美容専門学校（盈科学園EIKA美容専門学校）
- 東海学院文化教養専門学校
- 日立工業専修学校
- 細谷高等専修学校
- 水戸市医師会看護専門学院

#### 群馬県
○この項の出典：https://www.pref.gunma.jp/contents/100209947.pdf (PDF) （2022年5月1日現在）
- 蒼羽藝術高等専修学校
- 中央高等専修学校
- 東日本調理師専門学校
- 高崎市医師会看護専門学校
- 桐生市医師会立桐生高等看護学院

### 中部

#### 山梨県
○この項の出典：https://www.pref.yamanashi.jp/shigaku-kgk/documents/r4_4shiritugakkoumeibo.pdf (PDF) （2022年4月1日現在）
- 甲府看護専門学校
- 共立高等看護学院

#### 富山県
○この項の出典：https://www.pref.toyama.jp/documents/8825/r4kakusyu.xlsx  (Microsoft Excelの.xls)（2022年5月1日現在）
- 富山市医師会看護専門学校

#### 福井県
○この項の出典：https://www.pref.fukui.lg.jp/doc/daishi/siritugakkou/sensyu-sigaku.html（2022年4月6日現在）
- 天谷調理製菓専門学校

#### 新潟県
○この項の出典：https://www.pref.niigata.lg.jp/uploaded/attachment/317025.pdf (PDF) （2022年4月1日現在）
- JAPANサッカーカレッジ
- 新潟調理師専門学校

#### 静岡県
○この項の出典：http://www.pref.shizuoka.jp/bunka/bk-140/documents/sennsyuu20220501.pdf (PDF) （2022年5月1日現在）
- 富士コンピュータ専門学校
- 富士調理技術専門学校
- 富士宮高等専修学校
- 駿河学院専門学校
- 静進情報高等専修学校
- 藤枝学院高等専修学校
- 島田実業高等専修学校
- 中遠調理師専門学校
- 静岡アルス美容専門学校
- 東海文化高等専修学校
- 静岡新美容専門学校
- デザインテクノロジー専門学校
- 浜松市医師会看護高等専修学校
- 川口調理師専門学校

#### 長野県
○この項の出典：https://www.pref.nagano.lg.jp/shigaku-shin/kyoiku/gakko/shiritsu/senshu/documents/r4senshumeibo.pdf (PDF) （2022年5月1日現在）
- 豊野高等専修学校
- 長野法律高度専門学校
- 長野看護専門学校

#### 岐阜県
○この項の出典：https://www.pref.gifu.lg.jp/uploaded/attachment/318686.pdf (PDF) （2022年4月1日現在）
- コロムビア・ファッション・カレッジ
- アンファッションカレッジ
- 城南高等専修学校
- 専修学校中部国際自動車大学校

#### 愛知県

##### 名古屋市内
○この項の出典：https://www.pref.aichi.jp/uploaded/life/385251_1688697_misc.pdf (PDF) （2022年4月1日現在）
- あいち造形デザイン専門学校
- 菊武ビジネス専門学校
- 専修学校東洋調理技術学院
- 愛知芸術高等専修学校
- 専修学校クラーク高等学院名古屋校
- 専修学校さつき調理・福祉学院
- 名古屋ユマニテク調理製菓専門学校
- ニュートン高等専修学校
- あいちビジネス専門学校
- 名古屋スクールオブミュージック＆ダンス専門学校
- 名古屋福祉専門学校
- 名古屋調理師専門学校
- 明美文化服装専門学校
- サンデザイン専門学校
- 名古屋工学院専門学校
- 名古屋情報専門学校
- 名古屋綜合美容専門学校
- 名古屋医師会看護専門学校

##### 名古屋市外
公立
○この項の出典：https://www.mext.go.jp/a_menu/shougai/senshuu/20210608-mxt_kouhou02-2.pdf (PDF) （2022年5月1日現在）
- 豊橋市立家政高等専修学校

私立
○この項の出典：https://www.pref.aichi.jp/uploaded/life/385251_1688698_misc.pdf (PDF) （2022年4月1日現在）
- あいち情報専門学校
- 豊橋情報ビジネス専門学校
- 桐華家政専門学校
- 安城生活福祉高等専修学校
- 大岡学園ファッション文化専門学校
- 西尾高等家政専門学校
- 山本学園情報文化専門学校
- 愛知自動車整備専門学校
- 東海美容学校
- 豊橋調理製菓専門学校
- 豊橋准看護学校

### 近畿

#### 滋賀県
○この項の出典：https://www.pref.shiga.lg.jp/file/attachment/5352573.pdf (PDF) （2022年10月15日現在）
- 向陽台水口専門学校
- 大津市医師会立看護専修学校

#### 三重県
○この項の出典：https://www.pref.mie.lg.jp/SIGAKU/HP/shigaku/20492021352.htm（2022年10月15日現在）
- 徳風技能専門学校
- 津文化服装専門学校
- 伊勢理容美容専門学校
- 英心専門学校
- 旭美容専門学校
- 伊勢調理製菓専門学校
- 専門学校ミエ・ヘア・アーチストアカデミー

#### 奈良県
○この項の出典：https://www.pref.nara.jp/secure/98136/r4sennsyuugakkou.pdf (PDF) （2022年4月1日現在）
- 美芸学園高等専修学校
- 橿原美容専門学校
- 阪奈中央看護専門学校

#### 京都府
○この項の出典：https://www.pref.kyoto.jp/bunkyo/documents/406_sensyuu.pdf (PDF) （2022年10月15日現在）
- 京都バレエ専門学校
- 京都近畿情報高等専修学校
- 京都美容専門学校
- 京都調理師専門学校
- 京都製菓製パン技術専門学校
- 福知山医師会看護高等専修学校

#### 大阪府
○この項の出典：https://www.pref.osaka.lg.jp/attach/6649/00000000/R04_itiran.xlsx  (Microsoft Excelの.xls)（2022年5月1日現在）
- 関西テレビ電気専門学校
- 近畿情報高等専修学校
- 関西情報工学院専門学校
- 大阪情報コンピュータ高等専修学校
- 中央学園高等専修学校
- 鴻池学園高等専修学校
- 英風女子高等専修学校
- 東洋学園高等専修学校
- 八洲学園高等専修学校
- 大阪技能専門学校
- 東朋高等専修学校
- 専修学校クラーク高等学院天王寺校
- 専修学校クラーク高等学院大阪梅田校
- NRB日本理容美容専門学校
- 大阪美容専門学校
- 関西インターナショナルハイスクール(関西外語専門学校高等課程）
- 大阪YMCA国際専門学校
- キャットミュージックカレッジ専門学校
- 大阪スクールオブミュージック高等専修学校
- アイム近畿理容美容専門学校
- 大阪中央理容美容専門学校
- 小出美容専門学校
- 清恵会医療専門学院
- 泉大津市医師会附属看護高等専修学校
- 河﨑会看護専門学校
- 大精協看護専門学校
- 淀川区医師会看護専門学校
- 堺看護専門学校
- 高槻市医師会看護学校
- 錦秀会看護専門学校

#### 兵庫県
○この項の出典：https://web.pref.hyogo.lg.jp/kk35/documents/r4sensyu.xlsx  (Microsoft Excelの.xls)（2022年6月20日現在）
- アルファジャパン美容専門学校
- 育成調理師専門学校
- 専修学校西宮甲英高等学院
- 専修学校クラーク高等学院芦屋校
- 三田モードビジネス専門学校
- 専修学校猪名川甲英高等学院
- BEAUTY ARTS KOBE 日本高等美容専門学校
- 専門学校アートカレッジ神戸
- 神戸動植物環境専門学校
- 神戸・甲陽音楽ダンス&アート高等専修学校
- 高等専修学校神戸セミナー
- 神戸女子洋裁専門学校
- 日本調理製菓専門学校
- 専修学校クラーク高等学院姫路校
- 姫路理容美容専門学校
- 平田調理専門学校
- 大岡学園高等専修学校
- 神戸理容美容専門学校

#### 和歌山県
○この項の出典：
https://www.pref.wakayama.lg.jp/prefg/022100/gakkou/shigaku_5sensyu.html（2022年4月1日現在）

- きのくに国際高等専修学校
- 和歌山高等美容専門学校

### 中国

#### 岡山県
○この項の出典：https://www.pref.okayama.jp/uploaded/life/802369_7529495_misc.pdf (PDF) （2022年4月1日現在）
- 専修学校自由高等学院
- 中国デザイン専門学校

#### 広島県
○この項の出典：https://www.pref.hiroshima.lg.jp/uploaded/attachment/495836.xls  (Microsoft Excelの.xls)（2022年4月1日現在）
- 広島舟入商業高等専修学校
- 中川学園広島総合教育専門学校
- 小井手ファッションビューティ専門学校
- 専門学校　きくのファッションデザインカレッジ
- 広島生活福祉専門学校
- 広島市医師会看護専門学校
- 呉市医師会看護専門学校
- 三原看護高等専修学校
- 福山市医師会看護専門学校

#### 山口県
○この項の出典：https://www.pref.yamaguchi.lg.jp/uploaded/attachment/117832.pdf (PDF) （2022年5月1日現在）
- ネムハイスクール高等専修学校
- 立修館高等専修学校
- 山口調理製菓専門学校
- 東亜大学附属下関看護専門学校
- 防府看護専門学校
- 宇部看護専門学校

#### 島根県
○この項の出典：
https://www.pref.shimane.lg.jp/education/kyoiku/shiritu/shiritu/index.data/R4siritugakkoumeibo.pdf (PDF) （2022年6月1日現在）
- 浜田ビューティーカレッジ
- 松江看護高等専修学校

#### 鳥取県
○この項の出典：https://www.pref.tottori.lg.jp/17880.htm（2022年10月15日現在）
- 米子ファッションビジネス学園
- あすなろ高等専修学校
- 中央高等学園専修学校
- 一般社団法人鳥取県東部医師会附属鳥取看護高等専修学校

### 四国

#### 愛媛県
○この項の出典：https://www.pref.ehime.jp/h10600/0525/meibo4.html（2022年6月9日現在）
- 河原調理専門学校
- 東予理容美容専門学校
- 今治看護専門学校

#### 徳島県
公立
○この項の出典：https://www.mext.go.jp/a_menu/shougai/senshuu/20210608-mxt_kouhou02-2.pdf (PDF) （2022年5月1日現在）
- 徳島県立総合看護学校

私立
○この項の出典：https://www.pref.tokushima.lg.jp/file/attachment/617513.pdf (PDF) （2022年4月1日現在）
- 龍昇経理情報専門学校

#### 香川県
○この項の出典： (PDF) （2024年5月1日現在）
- キッス調理技術専門学校
- 吉田愛服飾専門学校
- 高松市医師会看護専門学校

#### 高知県
○この項の出典：https://www.pref.kochi.lg.jp/soshiki/140901/files/2013061800227/file_2020715393753_1.pdf (PDF) （2022年5月1日現在）
- 中村女子専門学校（休校中）
- 土佐清水高等専修学校（休校中）

### 九州・沖縄

#### 福岡県
○この項の出典：https://www.pref.fukuoka.lg.jp/uploaded/life/649859_61416257_misc.pdf (PDF) （2022年4月1日現在）
- 高等専修学校C&S学院
- 専門学校東京国際ビジネスカレッジ福岡校
- 福岡ECO動物海洋専門学校
- 福岡スクールオブミュージック高等専修学校
- 福岡ベルエポック美容専門学校
- 福岡有朋高等専修学校
- 福岡理容美容専門学校
- 福岡調理師専門学校
- 東京国際ビジネスカレッジ福岡校
- 飯塚医師会看護高等専修学校
- 福岡市医師会看護専門学校
- 大牟田医師会看護専門学校
- 北九州小倉看護専門学校
- 久留米医師会看護専門学校
- 田川看護高等専修学校
- 筑紫看護高等専修学校
- 直方看護専修学校
- 福間看護高等専修学校
- 豊前築上医師会看護高等専修学校
- 京都医師会看護高等専修学校
- 柳川山門医師会看護高等専修学校
- 八幡医師会看護専門学院
- 八女筑後看護専門学校

#### 佐賀県
○この項の出典：https://www.pref.saga.lg.jp/kiji00347420/3_47420_210470_up_agh6pd7s.pdf (PDF) （2021年4月1日現在）
- 佐賀星生学園
- 九州国際高等学園
- 唐津看護専門学校
- 武雄看護学校
- 伊万里看護学校
- 鹿島藤津地区医師会立看護高等専修学校
- 鳥栖三養基医師会立看護高等専修学校

#### 長崎県
○この項の出典：https://www.pref.nagasaki.jp/shared/uploads/2022/06/1654236351.pdf (PDF) （2022年5月1日現在）
- 長崎市医師会看護専門学校
- 佐世保市医師会看護専門学校

#### 熊本県
○この項の出典：https://www.pref.kumamoto.jp/uploaded/attachment/153206.pdf (PDF) （2021年5月1日現在）
- 九州技術教育専門学校
- 八代実業専門学校
- 専修学校九州美容専門学校
- シェフパティシエ学院
- 熊本市医師会看護専門学校
- 矢代看護学校
- 菊池郡市医師会立看護高等専修学校
- 宇城看護高等専修学校
- 天草郡市医師会附属天草准看護高等専修学校

#### 大分県
○この項の出典：https://www.pref.oita.jp/uploaded/attachment/2122819.pdf (PDF) （2022年5月1日現在）
- 専門学校国際調理フラワーカレッジ
- 専修学校明星ビューティカレッジ
- 田北調理師専門学校
- 智泉福祉製菓専門学校
- 大分市医師会立大分准看護専門学院
- 別府市医師会看護専門学校
- 中津ファビオラ看護学校
- 日田市医師会立日田准看護学院

#### 宮崎県
○この項の出典：https://www.pref.miyazaki.lg.jp/documents/4044/4044_20211007112351-1.pdf (PDF) （2021年5月1日現在）
- 向洋学園高等専修学校
- 宮崎情報ビジネス専門学校
- 都城調理師高等専修学校
- 宮崎美容学校
- 宮崎看護専門学校
- 都城看護専門学校
- 日向看護高等専修学校

#### 鹿児島県
http://www.pref.kagoshima.jp/ab04/kyoiku-bunka/school/shiritu/documents/5222_20220317154742-1.pdf (PDF) （2022年5月1日現在）
　
- 今村学園ライセンスアカデミー
- 鹿児島中央専門学校（休校中）

#### 沖縄県
○この項の出典：https://www.pref.okinawa.jp/edu/edu/sagasu/documents/r4daigakutou.pdf (PDF) （2022年8月15日現在）
- 大育高等専修学校
- 沖縄国際学院高等専修学校
- 高等専修学校珊瑚舎スコーレ高等部
- 沖縄ラフ&ピース専門学校
- 沖縄調理師専門学校
- 大育理容美容専門学校

## 大学入学資格取得可能な高等課程をもつ専修学校・学科
前述の通り、一定の条件を満たした高等専修学校の卒業生には、大学受験資格が認められる。これらの指定を受けている、あるいは過去に受けていた学校の一覧は文部科学大臣指定専修学校高等課程一覧を参照のこと。なお、同じ学校・学科であっても認定期間・卒業時期によって対象外であったり、また校名・学科名の変更や学校・学科の存廃などにより差異がある。

## 新規の生徒募集を停止した学校

### 北海道
- 旭川女子高等商業学校（1997年旭川明成高等学校開校に伴うもの）

### 東京都
- 府中女子専門学校（学校法人文化学園、府中市・2006年（平成18年）廃止認可）[15]
- 東京航空専門学校 自動車科 / 総合技術科（杉並区・2011年（平成23年）3月閉校）
- 杉並高等専修学校（杉並区・2014年（平成26年）3月閉校）
- 村田簿記学校（2001年（平成13年）3月経理高等課程廃止、2011年（平成23年）4月東京経営短期大学編入）
- 国際理容美容専門学校　（2020年国際共立学園高等専修学校開校に伴うもの[16]）
- ヘレン・ケラー学院 （2020年募集停止）

### 埼玉県
- 川口文化服装専門学校　2023年度より募集停止[17]

### 中部
- 石川県立金沢女子専門学校（2002年（平成14年）学生募集停止、2003年（平成15年）3月廃校）
- 西南塾高等専修学校（2003年（平成15年）募集停止、2005年（平成17年）3月廃校）
- 学校法人徳野学園北陸ビジネスアカデミー専門課程（2004年（平成16年）学生募集停止、2005年（平成17年）3月廃校）
- 専門学校享栄ビジネスカレッジ（2008年（平成20年）募集停止、2009年（平成21年）3月廃校）
- 協栄高等商業学校（閉校年不明）

### 近畿
- 英風女子高等専修学校（大阪府大阪市、2024年専修学校のみ募集停止、英風高等学校（全日制に近い通信制高校）の募集は続ける）
- 花王高等専修学校（和歌山市、1970年花王工科学院として設立、1984年に改称、1995年閉校）
- りら創造芸術高等専修学校（2016年（平成28年）に通常の高等学校に転換し、高等専修学校としては廃止。）
- 京阪奈社会福祉専門学校（2008年（平成20年）募集停止、2009年（平成21年）3月閉校）
- 奈良高等専修学校（2015年（平成27年）閉校）
- 兵庫栄養調理製菓専門学校（2020年（令和2年）募集停止、2021年（令和3年）3月閉校）[18]

### 中国
- 倉敷少林寺高等専修学校(2020年廃校）[19]

### 四国
- セルボーン高等外語学校（2008年高知外語ビジネス専門学校移転時に廃止）[20]
- 土佐総合学院専門学校（2007年廃校）[21]

### 九州
- 北九州市立戸畑高等専修学校（被服生活科、3年制）[22]（2024年3月廃校予定）